# Senna huidobriana
Senna huidobriana är en ärtväxtart som först beskrevs av Rodolfo Amando Philippi, och fick sitt nu gällande namn av Zoellner och San Martin. Senna huidobriana ingår i släktet sennor, och familjen ärtväxter. Inga underarter finns listade i Catalogue of Life.